# Tvertsa

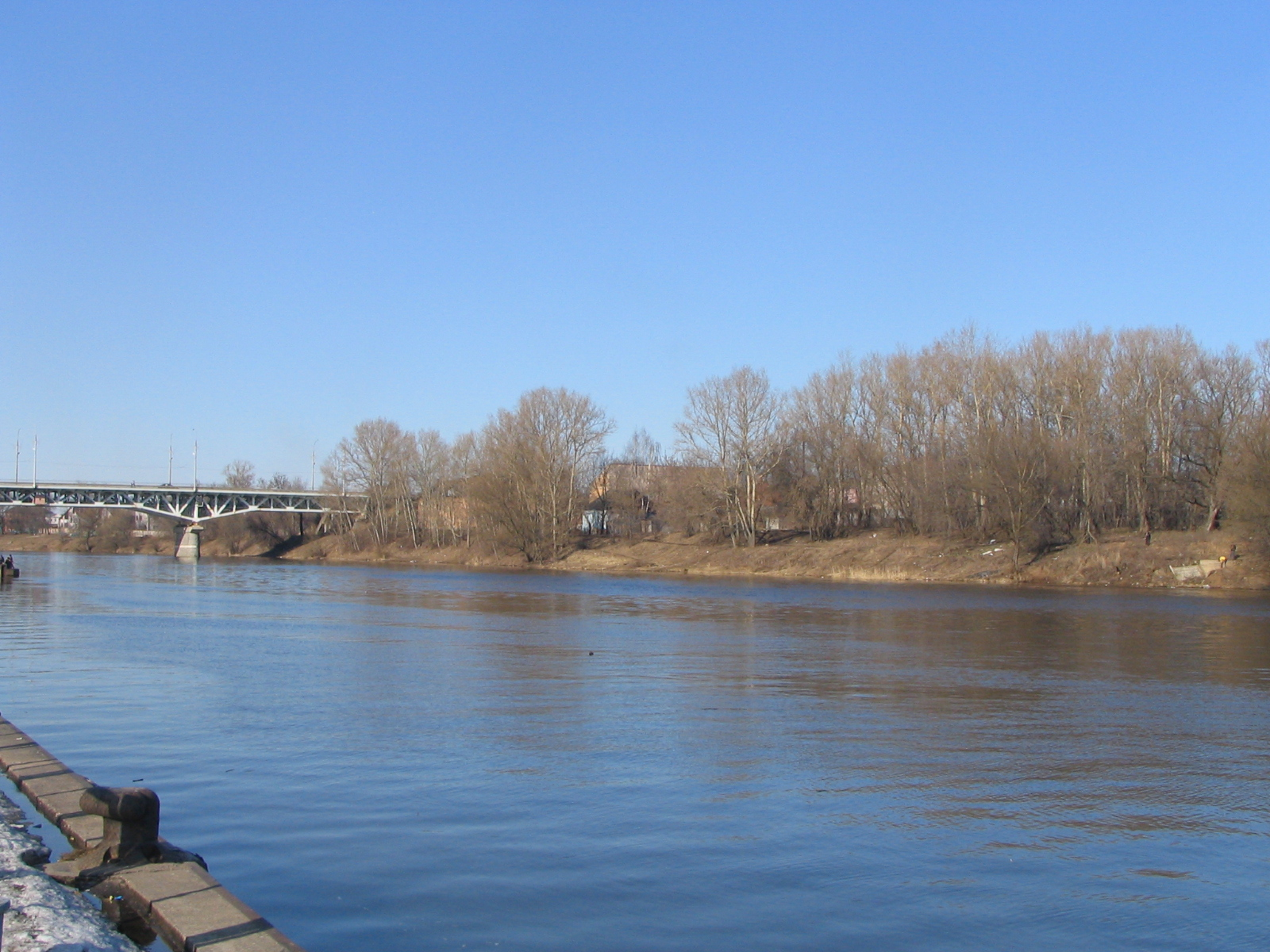
Tvertsa in Tver

De Tvertsa (Russisch: Тверца) is een rivier in de oblast Tver in Rusland. De rivier is een linker zijtak van de Wolga en mondt in de Wolga uit binnen de grenzen van de stad Tver. Aan de Tvertsa liggen de steden Vysjni Volotsjok en Torzjok. De Tvertsa wordt gevoed door (links) de Osetsjenka, Kleine Tigma, Grote Tigma, Logovezj, Kava, (rechts) de Sjegra en de Osoega.
De lengte van de Tvertsa is 188 km, de oppervlakte van haar stroomgebied 6510 km², haar debiet 55 m³/s. Het water van de Tvertsa begint te bevriezen vanaf november en blijft door ijs bedekt tot in april.
- Virtual International Authority File: 315128317